# Every Single Day

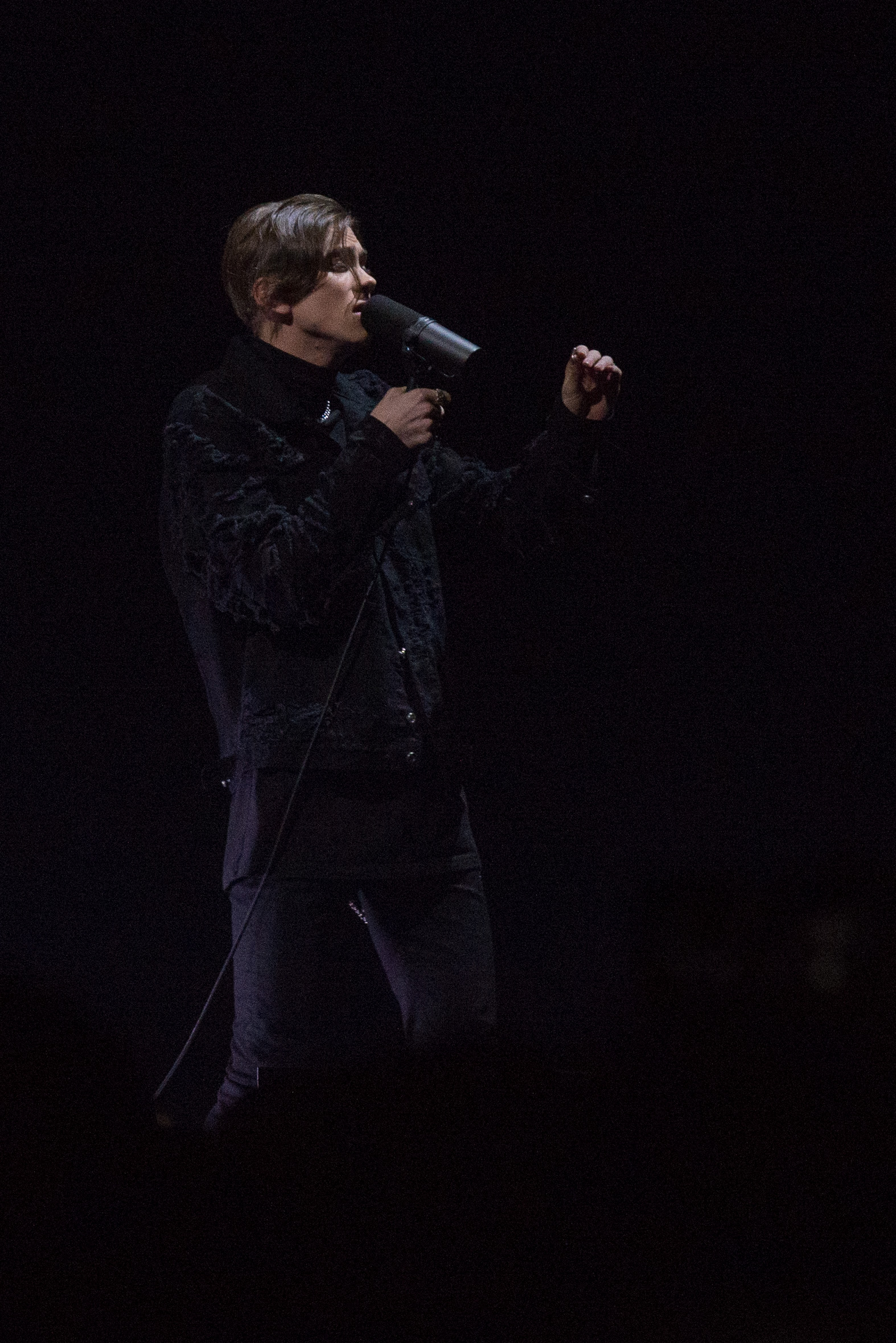
Felix Sandman framför Every Single Day under Melodifestivalen 2018

Every Single Day är en musiksingel från 2018 med sångaren Felix Sandman. Det var sångarens första solo-singel och som låtskrivare anges Noah Conrad, Tony Ferrari, Parker James Nornes, Felix Sandman och Jake Torrey. Sandman har sagt att hans fokus är texten: "Den handlar om en person som har betytt och betyder väldigt mycket för mig och hur jag inte träffar den personen längre."

## Listplaceringar
Låten tog sig till final i Melodifestivalen 2018, när Sandman i Andra chansen besegrade Mimi Werner i en duell.
I finalen hamnade den sedan på en andra plats efter Benjamin Ingrosso med Dance You Off. 
Singeln gick, när den släpptes i samband med melodifestivalen, in som nummer nio på sverigetopplistan över singelförsäljning, av melodifestivalbidragen överträffad endast av Shuffla med Samir & Viktor. Sin andra vecka på singellistan placerade sig låten dock på förstaplats. Trots andraplatsen i melodifestivalen fortsatte det vara den högst placerade i singellistan, på förstaplatsen i fyra veckor.
| Lista             | Placering |
| ----------------- | --------- |
| Sverigetopplistan | 1         |